# Кросінко (Великопольське воєводство)
Кросінко (пол. Krosinko, нім. Bergdorf) — село в Польщі, у гміні Мосіна Познанського повіту Великопольського воєводства.
Населення — 789 осіб (2011).
У 1975-1998 роках село належало до Познанського воєводства.

## Демографія
Демографічна структура станом на 31 березня 2011 року:
|          | Загалом | Допрацездатний вік | Працездатний вік | Постпрацездатний вік |
| -------- | ------- | ------------------ | ---------------- | -------------------- |
| Чоловіки | 391     | 93                 | 273              | 25                   |
| Жінки    | 398     | 90                 | 243              | 65                   |
| Разом    | 789     | 183                | 516              | 90                   |